# Epalpodes malloi
Epalpodes malloi là một loài ruồi trong họ Tachinidae.